# Inger Sarin
Inger Elisabet Sarin-Ericson, född 17 mars 1932 i Säter, Kopparbergs län, är en svensk textilkonstnär. Avliden 25 juni 2024 i Bollnäs.

## Biografi
Inger Sarin är dotter till uppsyningsmannen Karl Einar Sarin och Mary Elisabet Petersson och från 1959 gift med byggnadsingenjören Karl Lennart Georg Ericson. Hon studerade för Edna Martin och Barbro Nilsson vid Konstfackskolans textila avdelning 1954–1958 samt under studieresor till bland annat Norge, Tyskland och Spanien.
Inger Sarin debuterade med en utställning hos Konsthantverkarna i Stockholm 1960 som fick ett mycket positivt mottagande och hon följde upp utställningen med en ny separatutställning hos Konsthantverkarna 1962. Hon har medverkat i ett flertal samlingsutställningar, bland annat i Milanotriennalen 1960, Scandinavian Design Cavalcade på Nationalmuseum 1962, Svenska slöjdföreningens utställning på Liljevalchs konsthall 1964, Röhsska konstslöjdmuseet 1965 och i en grupputställning med svenska konsthantverkare i Pittsburgh.
Inger Sarin utvecklade en abstrakt, djärv och dekorativ stil som nästan helt frigjorts från traditionella sömnads- och vävmetoder. Hennes motivkrets är inspirerad av natur och hennes reliefbroderier har ofta inslag av glimmerbitar, grova linsnoddar etc. Hon har utfört många beställningar till kyrkor, bland annat en kormatta och altarbrun och predikstolskläden till Hofors kyrka 1962, en gobeläng till Bollmora kyrka och en broderad feststola till Leksands kyrka 2010. I en tävling om ridå till Falu stadsteater 1964 vann hennes förslag Skymning. Sarin har utfört andra offentliga beställningar, bland annat till Folkets Hus i Säter, Vårdskolan Falun, Kreditbanken i Stockholm och LO:s Täljövikens kursgård. Hennes konst består av ryor, broderade tavlor, reliefbroderier och broderade smycken. Sarin är representerad på Nationalmuseum i Stockholm samt Värmlands museum i Karlstad och Sundsvalls museum.